# Park Jung-min
Đây là một tên người Triều Tiên, họ là Park.
Park Jeong-min (tiếng Hàn: 박정민; sinh ngày 3 tháng 4 năm 1987) là một nam diễn viên và ca sĩ người Hàn Quốc, thành viên nhóm nhạc nam SS501.

## Tiểu sử và sự nghiệp
Park Jung-min sinh ngày 3 tháng 4 năm 1987 ở thủ đô Seoul, Hàn Quốc.

## Đến Việt Nam
Năm 2019, Park Jung-min đến Việt Nam để hợp tác với nữ ca sĩ Hari Won. Đầu tiên là phim điện ảnh Oppa, phiền quá nha!, sau đó là web drama Ai sẽ là gia đình tương lai của tôi? do Công ty xe hơi Hyundai sản xuất. Anh còn là khách mời trong chương trình Giọng ca bí ẩn, nữ MC Hari Won chính là người phiên dịch cho anh.

## Giải thưởng
| Năm  | Giải thưởng                                | Hạng mục                | Đối tượng đề cử    | Kết quả   |
| ---- | ------------------------------------------ | ----------------------- | ------------------ | --------- |
| 2009 | Giải Golden Ticket                         | Best New Musical Talent | Grease             | Đoạt giải |
| 2012 | Giải So-Loved (First European KPOP Awards) | Japan Release           | Give Me Your Heart | Đề cử     |